# Encyclopedia Titanica

Encyclopedia Titanica est un ouvrage de référence en ligne qui contient et présente différentes informations sur le Titanic,,. Entreprise à but non lucratif, le site web contient une base de données des biographies des passagers et du personnel navigant, des plans des ponts et des articles soumis par des historiens ou des passionnés du Titanic. En 1999, The New York Times a affirmé que « c'est probablement le site le plus complet sur le Titanic, avec ses listes de passagers, les plans du navire et des vidéoclips ».